# Never Alone
Never Alone, также известная, как Kisima Inŋitchuŋa (с англ. — «Никогда не в одиночестве») — приключенческая видеоигра-головоломка, разработанная компанией Upper One Games и изданная E-Line Media по мотивам традиционной инупиатской сказки «Кунууксааюка», впервые задокументированной главным рассказчиком Робертом Насруком Кливлендом в его сборнике «Истории людей черноречья». Игрок управляет поочерёдно девочкой из народа инупиатов по имени Нуна и её спутником песцом. Игра представляет собой платформер, где девочка и песец путешествуют по просторам крайнего севера, а также предлагает головоломки, которые необходимо решать для защиты от врагов и преодоления разного рода препятствий. Never Alone была создана в результате сотрудничества студии E-Line Media и племенного совета Залива Кука. Это одна из немногих игр, в создании которой принимали участие коренные американцы.
У игры есть дополнение Foxtales, вышедшее в 2015 году.

## Игровой процесс
В Never Alone есть два игровых персонажа — инупиатской девочкой по имени Нуна и её песцом. Каждый персонаж, между которыми переключается игрок, обладает своими преимуществами и слабостями: песец быстрый и может высоко карабкаться и пробираться через маленькие отверстия, а Нуна может перетаскивать тяжёлые предметы и разрушать препятствия с помощью боласа. Каждая из 8 глав предлагает разные игровые механики: герои сталкиваются с сильной метелью, где направление ветра влияет и на направление прыжка героев, убегают по льдинам от белого медведя, плавают под водой или карабкаются по полуразвалившимся руинам. В середине истории игроку также даётся возможность управлять духом мальчика, свободно перемещающимся в пространстве и направляющим доброжелательных духов на помощь героям.
Сюжет в игре и структура его повествования созданы по образу рассказа и передачи мудрых советов из поколения в поколение. Игрока на протяжении игры сопровождает устное повествование на инупиатском языке. В отличие от традиционных игр-платформеров, где необходимо только побеждать врагов и преодолевать препятствия, Never Alone за прохождение уровней награждает игрока открытием доступа к видео-вставкам, посвящённым культуре, мифологии и бытовой жизни инуитских народов.

## Сюжет

### Kisima Inŋitchuŋa
Сюжет разворачивается вокруг девочки Нуны, родное племя которой находится под угрозой исчезновения из-за нападения враждебного духа, прозванного «злым человеком», а также непрекращающейся метели. Всё начинается с того, что Нуна самовольно уходит из деревни, чтобы выяснить причину такой продолжительной непогоды, в результате чего едва не становится добычей белого медведя, но её спасает песец. В результате между ней и полярным лисом расцветает дружба, которая приводит к тому, что они продолжают путь вместе. По дороге они встречают духов, которыми может управлять песец. Вернувшись в свою деревню, Нуна обнаруживает, что она разрушена огнём, а все жители исчезли. Пройдя через сгоревшую деревню, она встречает «человека-сову», который дарит Нуне волшебный болас, способный пробуждать духов.
В дальнейшем Нуна и песец натыкаются на маленький народ, подвергаются преследованию белого медведя, оказываются проглочены китом, пересекают пролив (который позднее станет называться Беринговым) и неоднократно сталкиваются со «злым человеком», который хочет заполучить болас, подаренный девочке. Нуна узнает, что этот дух, который неуклонно преследует её, виновен в уничтожении её деревни и изгнанию её жителей. По мере путешествия, метель становится всё сильнее, злой дух убивает песца, но тот воскресает в виде духа мальчика в шкуре этого животного. В конце концов, герои побеждают злого человека, заставив его провалиться под лёд. В конце концов, они находят источник метели, коим является ледяной великан по имени Кунууксааюка, который своим топором откалывает куски от ледяной горы, что и является источником ветров. Нуна забирает топор у великана, но тот хочет вернуть свой топор назад, в результате чего принимается следовать за ней. Девочка бежит до самой Аляски.
Вернувшись в свою деревню, великан догоняет её и требует от неё своего инструмента. Нуна ударяет топор о камень и тем самым тупит его, чтобы он больше не мог вызывать метели, откалывая куски от гор. Затем она бросает его в руки Куннуксааюка и он уходит. С этого момента, метели прекращаются. Семья Нуны тоже возвращается в деревню, а девочка прощается с духом песца, который говорит что они ещё встретятся.

### Foxtales
Проходит несколько месяцев и тяжёлая зима сменяется весной. Вполне вероятно, что в промежутке между Kisima Inŋitchuŋa и описываемой частью, Нуна нашла того самого песца, который по каким-то причинам вернулся в свой прежний облик, на территории современного Коцебу. Оставшееся время до весны они проводят вместе. Когда начинает теплеть, они обнаруживают мышь и начинают бежать за ней. Погоня завершается, когда друзья достигают лодки, из-за чего мышь попадает в воду и её уносит течением, а девочка и песец решают плыть дальше. Они находят мышь на айсберге и следуют дальше, в результате чего им приходится плыть под водой. Но они выбираются и по тому же течению выходят в реку Ноатак. Они обнаруживают деревню, часть которой ушла под воду и потом обнаруживают исполинскую мышь, из-за которой деревня и оказалась покинута.
Нуна и песец вновь оказываются под водой, но выбираются и чудом сбегают от огромной мыши, которая оказывается завалена камнями и отправляется на дно. Девочка с песцом доплывают до лодки и отправляются домой. По пути они также обнаруживают ту мышь, за которой гнались в начале игры, и с радостью помогают ей забраться в их лодку.

## Разработка
Разработкой игры занималась независимая студия Upper One Games в сотрудничестве с Измаилом Хоупом, задокументировавшим устные рассказы и сказки инупиатов и тлинкитов и племенным советом Кука-Инлет, некоммерческой организацией, работающей с коренными народами, живущими в городских районах Аляски. Идея создать игру изначально возникла у Совета, в рамках просветительской компании по повышению знаний о коренных народах крайнего севера. Их основной аудиторией должны были стать молодые люди, таким образом Совет пришёл к идее создать развлекательный продукт, а именно видео-игру, так он заключил партнёрские отношения с студией E-Line Media, занимающейся разработкой образовательных игр, выдвинув идею создать игру, рассказывающую о знаниях и мифологии эскимосских народов. Never Alone также считается первой игрой, в создании которой приняли участие в большей степени представители коренного народа Америки. Команда хотела разработать игру, опираясь на идею того, «что значит быть человеком» и создать сюжет на основе истории, передающейся из поколения в поколение. Never Alone также призвана поделится историями местной культуры в виде развлекательного контента и пробудить интерес к изучению аляскинского коренного фольклора. Доходы от игры был решено перевести на финансирование образовательных проектов Совета Кука-Инлет.
Руководитель команды разработчиков E-Line Син Веске выразил восхищение по поводу того что мог буквально «влиться» в коренное сообщество, чтобы больше узнать об их быте, культуре и затем отразить их ценности и мифологию в игре. Веске и его команда за это время совершил около дюжины поездок на Аляску, чтобы встретиться с членами общины и собрать материал для сюжета игры. Разработчика также заметил, что игра Never Alone затрагивала темы, которые прежде никогда не присутствовали в видеоиграх. Ранее Веске занимал руководящие должности в компаниях Crystal Dynamics и Activision, но решил создать собственную и независимую команду из 12 человек в Сиэтле, которые работали в тесном партнёрстве со «40 старейшинами Аляски, рассказчиками и членами сообщества». Never Alone была создана с использованием игрового движка Unity. В игру также встроен локально-кооперативный режим.

## Критика
| Сводный рейтинг    | Сводный рейтинг                                  |
| Агрегатор          | Оценка                                           |
| ------------------ | ------------------------------------------------ |
| GameRankings       | PC: 75,00 % PS4: 73,14 % XONE: 65,42 %           |
| Metacritic         | PS4: 73/100 PC: 72/100 WIIU: 67/100 XONE: 66/100 |
| Иноязычные издания |                                                  |
| Издание            | Оценка                                           |
| Eurogamer          | 10/10                                            |
| Joystiq            | [ 22 ]                                           |
| Polygon            | 7/10                                             |
| The Guardian       | [ 24 ]                                           |
| TouchArcade        | iOS:                                             |
| Награды            |                                                  |
| Издание            | Награда                                          |
| BAFTA              | Best Debut (2015)                                |
| Games for Change   | Game of the Year (2015)                          |
| Games for Change   | Most Significant Impact (2015)                   |

Never Alone получила множество наград, в том числе награду Британской академии за лучшую дебютную игру и награду «Игра года и самое значимое влияние» от организации Games for Change. В 2015 году Never Alone также была номинирована за «выдающиеся достижения» академией DICE и в категории «лучший дебют» со стороны Game Developers Choice Awards. В 2014 году Never Alone попала в список финалистов на международном фестивале Indiecade.
Игра получила смешанные оценки со стороны игровых критиков средняя оценка на агрегаторе Metacritic варьируется от 66 баллов до 73 из 100 возможных в зависимости от платформы.
Критики похвалили Never Alone за её художественный стиль, сочетающий в себе простой мультипликационный стиль с влиянием скримшоу. Рецензенты также оценили документальные видео-вставки, заметив, что игра справляется с тем, чтобы в виде развлекательного контента улучшать знания о культуре коренных народов Аляски. Критик EuroGamer заметил, что для него, как представителя коренного народа Америки, выпуск Never Alone имеет крайне важное значение, так как игра делает вызов устоявшемуся мнению, что традиции индейцев обречены на забвение через несколько поколений. Представитель сайта Polygon заметил, что со стороны Never Alone может показаться цифровой версией учебника, на деле же предлагая захватывающую историю и увлекательное культурное исследование с обилием разнообразной игровой механики. При этом критик сравнил художественную эстетику Never Alone с Limbo и Braid.
Неоднозначную оценку получил сам игровой процесс игры. Некоторые рецензенты в этом плане назвали Never Alone провальной, указав на неуклюжее управление и непоследовательное поведение игровых персонажей. В частности представитель Polygon указал на совершенно ужасный ИИ и заметил, что не знает, «сколько раз он совершал серию прыжков, только, чтобы в ужасе наблюдать, как контролируемый компьютером приятель прыгал на встречу своей гибели». Критик также заметил, что кооперативный режим значительно облегчает прохождение игры. Критик Eurogamer заметил, что в начале игра дарит игроку чувство безмятежности и упокоения в том числе благодаря ненавязчивой музыке и вниманию к деталям окружающего мира. Однако со временем данная аура сменяется чувством вездесущей опасности и тревоги. Примерно через 90 минут игры, замечается явное повышение уровня сложности, если сначала Never Alone ограничивается прыжками, то позже игроку придётся быстро переключаться между персонажами в подходящий момент и при недостаточно интуитивном управлении, достижение некоторых задач становится невыносимо трудным.
Однако часть критиков остались довольны игровым процессом, похвалив его за большое разнообразие.
Летом 2018 года, благодаря уязвимости в защите Steam Web API, стало известно, что точное количество пользователей сервиса Steam, которые играли в игру хотя бы один раз, составляет 370 263 человека.